# خواجة عبد الصمد

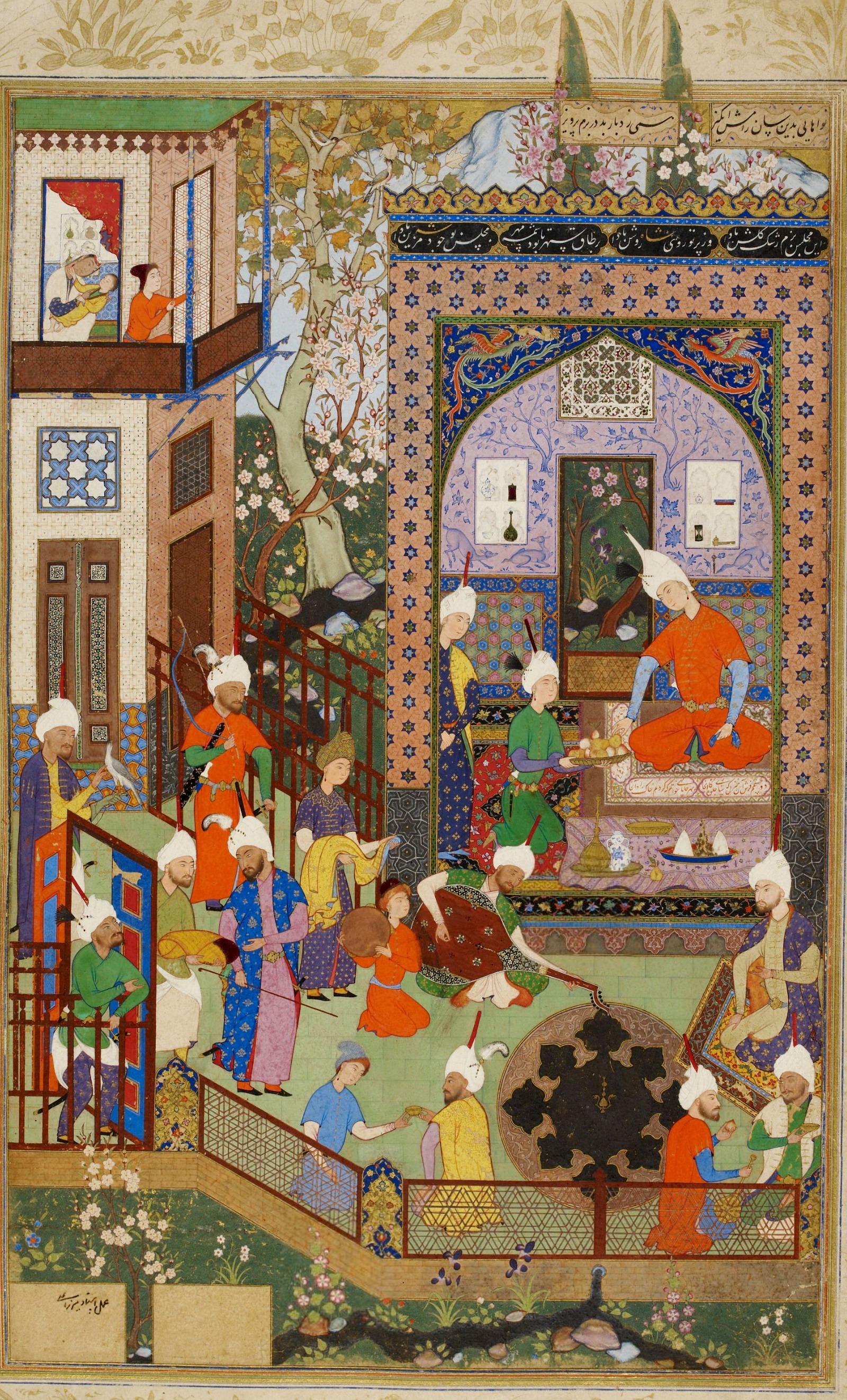
مسرحيات برباد لخسرو، خمسة نظامي، المكتبة البريطانية، الطبعة الشرقية 2265، 1539-1543، نقش عليه اسم ميرزا علي في أسفل اليسار.

خواجة عبد الصمد كان رسامًا للمنمنمات الفارسية في القرن السادس عشر، انتقل إلى الهند وأصبح أحد رواد فن المنمنمات في سلطنة مغول الهند المسلمة، ثم تولى لاحقًا عددًا من المناصب الإدارية العليا. تُوثّق مسيرة عبد الصمد في عهد معول الهند، من حوالي عام 1550 إلى عام 1595، توثيقًا جيدًا نسبيًا، وقد طٌلب منه رسم عدد من اللوحات من تلك الفترة. منذ حوالي عام 1572، كان يرأس ورشة العمل السلطانية للسلطان أكبر و"تحت إشرافه وصل الأسلوب المغولي إلى مرحلة النضج". وقد زعمت مؤخرًّا إحدى المتخصصات الرائدات، باربرا بريند، أن عبد الصمد هو نفس الشخص ميرزا علي، وهو فنان فارسي يبدو أن مسيرته المهنية الموثقة انتهت في نفس الوقت الذي ظهر فيه عبد الصمد وعَمل لدى المغول، وأن أحد الأسماء هو الاسم الحقيقي والآخر اسم شرفي، ولكن لا يُمكن الجزم بهذا.

## ميرزا علي
يظهر اسم ميرزا علي لأول مرة في مخطوطة مشهورة من المخطوطات الخمسة لنظامي، الموجودة الآن في المكتبة البريطانية الشرقية رقم 2265، والتي يعود تاريخها إلى آذار 1543. وفقًا لما ذكره ستيوارت كاري ويلش، هناك ثلاث إشارات أخرى إليه فقط في السجلات المعاصرة. ويقولون إنه كان ابن أحد الفنانين البارزين في ورشة البلاط، السلطان محمد، ولذلك نشأ في بيئة ورشة البلاط، وكان رسامًا متميزًا. ويُذكر أن كمال التبريزي كان من تلاميذه. النقوش في العنصر (BL Or. 2265) من بين المصادر الرئيسة التي نُسبت إلى المنمنمات الفارسية في تلك الفترة. سُمي ستة رسامين، وعلى الرغم من أن النقوش كانت إضافات وليست توقيعات، فقد قُبلَت بشكل عام على أنها صحيحة. نُقش اسم ميرزا علي على منمنمتين، كلاهما مشهد فناء، واسم والده على واحدة، ويضيف ويلش إليها منمنمتين أخريتين غير منقوشتين.
وينسب ويلش أيضًا العديد من المنمنمات السابقة إلى ميرزا علي، بما في ذلك ستة من شاهنامه شاه طهماسب في عشرينيات القرن السادس عشر؛ ويتعاطف بريند مع اثنين على الأقل من هذه الإسنادات، لكنه يجد اثنين منها غير محتملين، من حيث الاتفاق مع أسلوب الأعمال اللاحقة. بعد النظر في بعض الأعمال المنعزلة الأخرى، مع أحكام مختلطة حول نسبها إليه، فإنها تنفصل بشكل قاطع عن ويلش بشأن نسبه إلى ميرزا علي لستة منمنمات في مخطوطة أخرى مشهورة، وهي هفت أورنج [الإنجليزية] المصنوعة للأمير إبراهيم ميرزا في 1555-1556 (تُوجد في معرض فرير للفنون الآن)، بعد أن كان من المفترض أن يغادر، إذا كان ميرزا علي هو حقًّا عبد الصمد، إلى أفغانستان ثم الهند. يعترف ويلش بأن أسلوب هذه اللوحات مختلف، لكنه يعزو ذلك إلى تغير في روح العصر، وهو تفسير يجد بريند صعوبة في قبوله، على الرغم من أن هذه الإسنادات يكررها علماء آخرون يكتبون بعد ورقة بريند؛ وتجد شيلا إس. بلير أنها تُظهر "الروحانية المتزايدة للفنان وسلوكه". بعد مناقشة جوانب أخرى من المسألة، ومقارنة أساليب ميرزا علي وعبد الصمد، يقترح بريند أنهما في الواقع نفس الفنان، الذي تبنى لقبًا عند انتقاله إلى بلد جديد. تشمل أوجه التشابه الأسلوبية تخطيط تركيبات الفناء وترتيبات الألوان، والتفاصيل مثل الشغف بالتصوير المتقن للشبكات والشاشات المفتوحة، والمعاملة المماثلة للأشكال.

## عبد الصمد

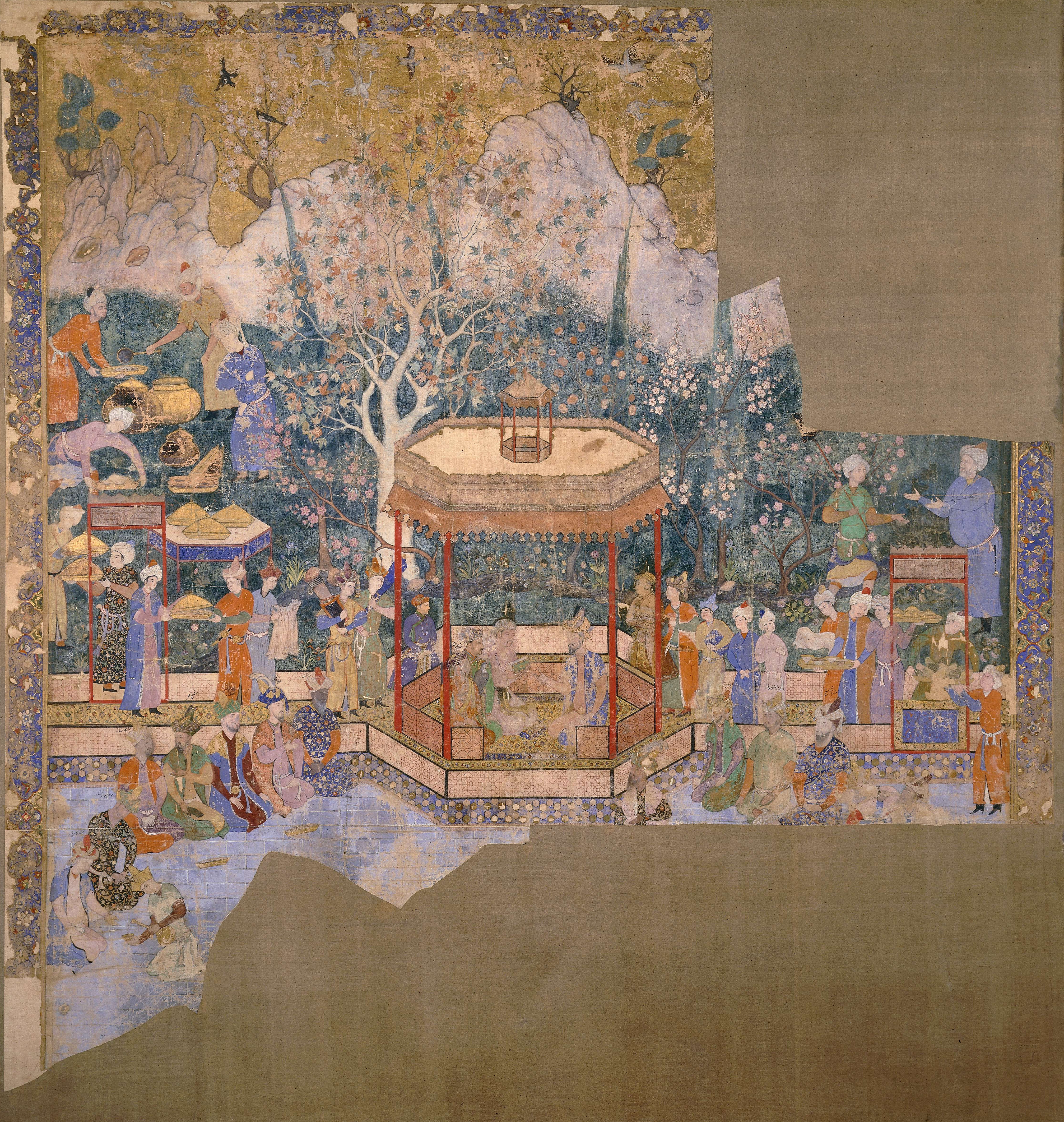
أقدم مثال معروف للرسم المغولى، أمراء بيت تيمور (1550-1555) يُنسب إلى عبد الصمد. من المحتمل أنه رسمه لصالح همايون، وأُضيف إليه في عهد الأباطرة اللاحقين لتحديث شجرة العائلة.
وقد رسمها بالغواش والذهب على قماش قطني ناعم. (موجودة اليوم في المتحف البريطاني)

يذكر أحد المصادر أن والد عبد الصمد كان وزيرًا لشاه شجاع الشيرازي، وهذه النظرية تُفسر العديد من الأمور التاريخية ولكن بريند يجد فيها صعوبة واحدة ويتكهَّن أن كل شيء يبدو منطقيًّا لو كان جده، الذي نشأ في منزله بينما أسس السلطان محمد مسيرته المهنية في البلاط. وفقًا للسجلات المغولية، أصبح عبد الصمد أستاذًا في ورشة بلاط الشاه الفارسي طهماسب الأول. وكان أيضًا خطاطًا، وهو أمر لم يُذكر فيما يتصل بميرزا علي. لا تُنسب إلى عبد الصمد أي أعمال بشكل عام قبل حوالي عامي 1544 و1545، على الرغم من أن ويلش ينسب إليه صورة مصغرة في كتاب شاه طهماسب شاهنامه الذي صدر قبل ذلك بكثير. يجد بريند هذه اللوحة "غير مرضية" وهي عمل رسام عديم الخبرة.
التقى عبد الصمد لأول مرة بالسلطان المغولي المنفي همايون في تبريز عام 1544. في عام 1546 طلب همايون من طهماسب أن يُعفي عبد الصمد وزميله الفارسي مير سيد علي من خدمته حتى يتمكن من توظيفهما، وفي حوالي عام 1549، وصلا إلى عاصمة همايون المؤقتة في كابول، حيث كلف همايون عبد الصمد بتعليم ابنه أكبر، وربما السلطان نفسه، الرسم. مع مير سيد علي ودوست محمد، وهو فارسي آخر، قدم عبد الصمد "أسلوبًا فارسيًا سلطانيًّا بالكامل إلى ورش العمل المغولية"، والتي يبدو أنها كانت صغيرة في السابق وتتكون من فنانين مدربين في مراكز مختلفة بما في ذلك بخارى. من المحتمل أن يكون عبد الصمد قد عمل على اللوحة الكبيرة غير العادية لأمراء بيت تيمور (المتحف البريطاني)، والتي كلف همايون برسمها حوالي عامي 1550 و1555، وخاصة على خلفية المناظر الطبيعية. في عام 1552، ضُمنَت مجموعة من المنمنمات الفردية بما في ذلك أعمال الفارسيين في هدية دبلوماسية [الإنجليزية] لحاكم كاشغر الإيغوري (تقع اليوم في الصين)، حيث عمل همايون على حشد الدعم لاستعادة عرشه. بعض أعماله من هذه الفترة موجودة في مُورقة (ألبوم) في مكتبة قصر جولستان في طهران (مخطوطات 1663-1664)، ولا تزال تُظهر أسلوبًا صفويًا تمامًا. تصور إحدى هذه المنمنمات أكبر يعطي لوحة مصغرة لوالده همايون، وتتضمن اسم عبد الصمد على الإطار؛ والشخصية بجانبه هي على الأرجح صورته. تستخدم الصورة أسلوبًا فارسيًا بالكامل، وتتضمن عناصر موضوعية، بما في ذلك الصورة الذاتية، التي تمثل "انطلاقات جديدة مبهرة في الرسم الإسلامي"
وتبع عبد الصمد ومير سيد علي السلطان في عودته إلى الهند، قبل سبعة أشهر فقط من وفاته في عام 1556. وقد أبقاهما أكبر البالغ من العمر أربعة عشر عامًا والذي شرع في غضون بضع سنوات في توسيع ورشة عمله في المحكمة بشكل كبير. اللوحة في مكتبة بودليان (في أكسفورد) ذات اللون الباهت، والمنقوش عليها اسم عبد الصمد، تُصور اعتقال مثير المشاكل عبد المعالي من الخلف، وقد حصل هذا بعد ثلاثة أيام من تولي أكبر العرش، حيث كان عبد المعالي أحد المقربين من همايون، ومن كبار رجال الحاشية. من المحتمل أن كلا الفنانين عملا على طوطي نامه، وهو أول مهمة رئيسة أُنجزَت في العهد الجديد، حيث تظل الأساليب المختلفة للفنانين المتعددين الذين استخدموا هذه الأعمال واضحة. ولكن مير سيد علي كان قد أُعطي في البداية الإشراف على مهمة أكبر الضخمة المتمثلة في رسم 1400 رسم توضيحي كبير لكتاب أكبر حمزة نامه، والذي كان من المقرر أن يستغرق إعداده أربعة عشر عامًا.

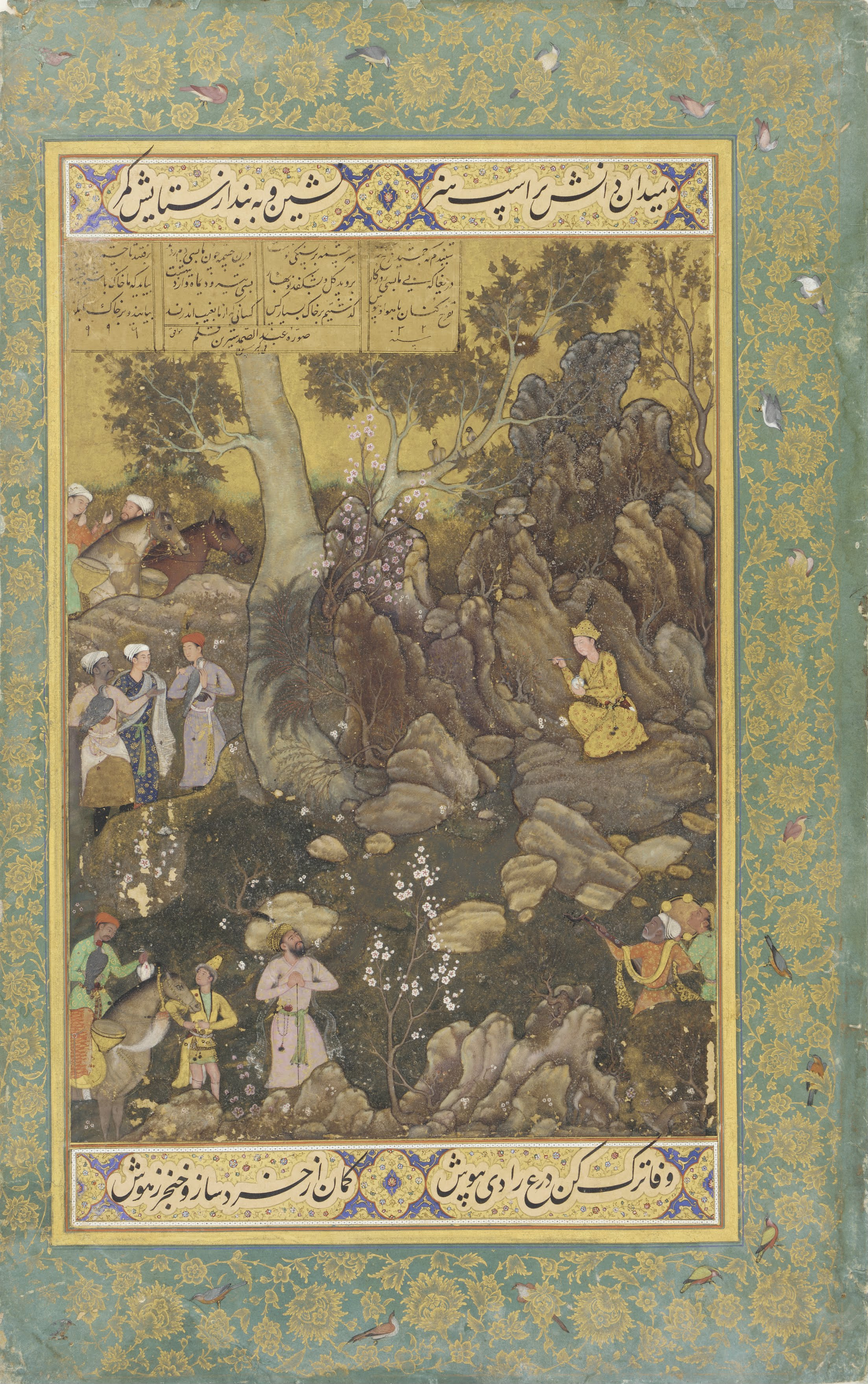
عبد الصمد، منمنمة عام 1588

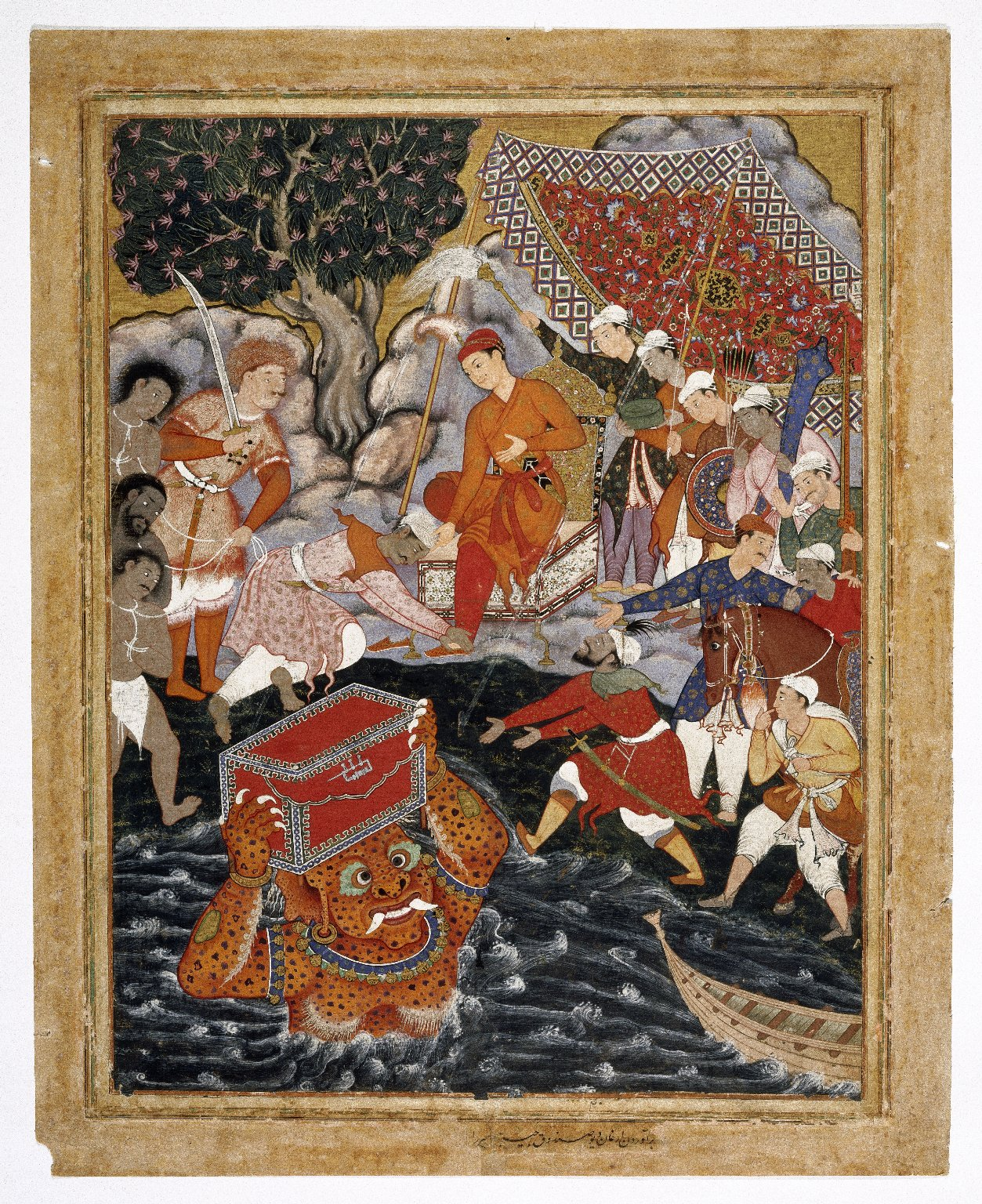
أرغان ديف يجلب صندوق الدرع لحمزة، من المجلد 7 من حمزة نامه، رُسمَت بإشراف عبد الصمد.

في حوالي عام 1572، حل عبد الصمد محل مير سيد علي حيث عاد الأخير إلى بلاد فارس، فأصبح عبد الصمد رئيسًا لورشة عمل السلطان، ربما حصل هذا لأن تقدم منمنمات حمزة نامه (عمل ضخم من المنمنمات) كان بطيئًا للغاية في عهد مير سيد علي. في هذه المرحلة كان عمر اللجنة سبع سنوات ولم تستطع إكمال سوى أربعة مجلدات فقط. وتحت إشراف عبد الصمد أُكملَت المجلدات العشرة المتبقية في سبع سنوات أخرى. من غير المؤكد ما إذا كان عبد الصمد قد رسم أيًا منها بنفسه، ولكن "اتجاه الرسم المغولي أصبح يتبع بشكل متزايد الأهداف التي سعى إليها عبد الصمد. ومن المرجح أن السيطرة المركزية المتزايدة التي أصبحت واضحة بحلول فترة لاهور [1580 فصاعدًا] يمكن أن تُعزى إلى هذا الفنان". ومن بين الفنانين الهندوس الذين دربهم عبد الصمد كانوا داسوانث وباسافان [الإنجليزية]، الذين أصبحا فيما بعد رسامين مغوليين مشهورين.
وعلى الرغم من دوره في صياغة التوليف المغولي الجديد بين الأساليب الفارسية والهندية، فإن أعمال عبد الصمد الخاصة ظلت محافظة، مع اهتمام كبير بالتفاصيل، وأقل إلى حد ما بالأسلوب الجديد من السرد الدرامي والواقعية الذي فضله الشاب أكبر. ولكن بحلول تسعينيات القرن السادس عشر، أصبحت عناصر أسلوبه، بما في ذلك الذوق الرفيع في التفاصيل، تحظى بالقبول، على الرغم من أن الرسم المغولي تحول بعد وفاته نحو تركيبات أبسط تؤكد على التفاعلات الإنسانية. يبدو أنه لم يكن لديه موهبة الرسم الواقعي التي أدخلها الرسم المغولي إلى المنمنمات الإسلامية، وعلى عكس العديد من الفنانين المغول، فإنه يظهر القليل من الاقتراضات من المطبوعات الأوروبية وغيرها من الفنون المتاحة في بلاط أكبر، ويُركز على أسلوب المنمنمات الإسلامية.
في عام 1576، وضع أكبر عبد الصمد مسؤولًا عن دار سك النقود في فاتح بور سيكري، وفي عام 1582 عُين "مشرفًا على التجارة" وفي العام التالي عُين مسؤولًا عن المصاريف الملكي. في عام 1584، جعله أكبر ديوانًا (مسؤولًا عن الشؤون المالية) في ملتان. وقد أُعطي له منصبًا قدره 400، وحظي بلقب شيرين القلم (القلم الحلو). ربما كانت هذه التحركات تقديرًا لموهبته في الإدارة، ولكن قيل إن "السلطان أكبر فضَّل نهجًا أكثر قوة من أسلوبه الرومانسي في الرسم الفارسي". ولكنه استمر في الرسم وكان آخر عمل معروف له هو صورة مصغرة لخسرو وهو يصطاد، في الرسوم التوضيحية لمخطوطة "خمسة" لنظامي [الإنجليزية] التي يرجع تاريخها إلى عام 1595. تشمل الأعمال التي تحمل اسمه رسمًا للسلطان أكبر مع درويش (موجودة اليوم في متحف آغا خان، تعود إلى حوالي 1586-1587). ومن الأعمال المتأخرة الأخرى نسخة من تأليف بهزاد لتركيبة فارسية شهيرة لجمالين يتقاتلان، والتي يقول نقش عليها إنها تمت بناءً على طلب ابنه شريف عندما كان مريضًا. "لا بد أنه مات في السنوات الأخيرة من القرن".
كان لديه ولدان رسامان، محمد شريف، وواحد يُدعى بهزاد، نسبةً إلى الفنان الفارسي الشهير بهزاد (حوالي 1450 – حوالي 1535). كان محمد شريف صديقًا للسلطان التالي جهانجير، ومثل والده مُنح أدوارًا إدارية مهمة، وهو نمط فريد من نوعه بين العديد من عائلات الرسامين المغول. ولكن ليس كل العلماء مقتنعين بأن هؤلاء الأبناء لم يكونوا مجرد واحد، فبينما وُثِّق محمد شريف بشكل جيد نسبيًا، يبدو أن بهزاد معروف فقط من خلال النقوش على المنمنمات.

## ملحوظات
1. 1 2  Grove
2. ↑  Brend, 213
3. ↑  Brend, 213–214
4. ↑  Brend, 214
5. ↑  Brend, 214–215; Welch, attributions to Sultan Muhammed: Plates 21 (old woman complaining, his attribution), 25 ("Shirin Bathing", inscribed), and 32/33 (Mi'raj, his attribution). See also Titley, 84–85
6. ↑  Brend, 216
7. ↑  Brend, 218
8. ↑  Blair, Sheila S. in Mirza ‛Ali, in Oxford Art Online.
9. ↑  Brend, 232 and preceding pages
10. ↑  Brend, 225–230
11. ↑  Brend, 230–232
12. ↑  Titley, 192
13. ↑  Brend, 214; Beach, Blair & Bloom say "No inscribed works by ‛Abd al-Samad are known from the period when he worked in Safavid Iran, though attributions have been proposed"
14. ↑  Brend, 222; this is the painting: The assassination of Chosroës Parvez
15. 1 2 3  Beach, Blair and Bloom
16. ↑  Canby, Sheila. The Golden Age of Persian Art, 1501–1722
17. ↑  Titley, 103, says 1549; or "around 1549–50" according to Crill and Jariwala, 50; Beach, Blair and Bloom say 1550.
18. 1 2 3  "'Abd-us-Samad, Khwaja". The New Encyclopaedia Britannica. Encyclopædia Britannica (ط. 15th). Chicago, Illinois: Encyclopædia Britannica, Inc. ج. I: A-Ak – Bayes. 2010. ص. 18. ISBN:978-1-59339-837-8. اطلع عليه بتاريخ 2025-04-25.
19. ↑  Other sources say as early as 1548.
20. 1 2  Beach, 49
21. ↑  Cambridge, 15–21 (quote p. 21); see also Beach, Chapter I
22. ↑  Crill and Jariwala, 50
23. ↑  Beach, Blair & Bloom
24. ↑  Brend, 225–226
25. ↑  Titley, 188
26. ↑  Crill and Jariwala, 52–53
27. 1 2 3  "'Abd-us-Samad, Khwaja". The New Encyclopaedia Britannica. Encyclopædia Britannica (ط. 15th). Chicago, Illinois: Encyclopædia Britannica, Inc. ج. I: A-Ak – Bayes. 2010. ص. 18. ISBN:978-1-59339-837-8. اطلع عليه بتاريخ 2025-04-25."'Abd-us-Samad, Khwaja". Encyclopædia Britannica. Vol. I: A-Ak – Bayes (15th ed.). Chicago, Illinois: Encyclopædia Britannica, Inc. 2010. pp. 18. ISBN 978-1-59339-837-8.
28. ↑  Beach, 60–61
29. ↑  Titley, 191
30. ↑  Beach, 61
31. ↑  Beach, Blair and Bloom; see also Soucek, 170–172
32. ↑  Blochmann, H. (tr.) (1927, reprint 1993). The Ain-I Akbari by Abu 'l-Fazl Allami, Vol. I, Calcutta: The Asiatic Society, pp.554–5
33. ↑  Titley, 192–193
34. ↑  Titley, 193
35. ↑  Akbar with a Dervish نسخة محفوظة 24 July 2011 على موقع واي باك مشين. Aga Khan Museum, c. 1586–87
36. ↑  Soucek, 172
37. ↑  Grove, though Soucek, 166 gives his dates as "ca. 1518-ca. 1600".
38. ↑  Crill and Jariwala, 68
39. ↑  Titley, 192, Soucek, 170
40. ↑  Beach, 144, note 8 thinks it possible they are the same, while Soucek, 170–172 is confident they were different.